# Atsushi Kajii
Atsushi Kajii (japanisch 梶井厚志 Kajii Atsushi; * 1963) ist ein japanischer Wirtschaftswissenschaftler.

## Werdegang, Forschung und Lehre
Kajii studierte zunächst ab 1982 in seinem Heimatland an der Hitotsubashi-Universität, an der er 1986 als Bachelor of Arts in Wirtschaftswissenschaft graduierte. 1987 wechselte er an die Harvard University in die Vereinigten Staaten. Dort schloss er 1991 mit der von Andreu Mas-Colell betreuten Arbeit „Essays on the Theory of Incomplete Markets“ sein Ph.D.-Studium in Wirtschaftswissenschaft ab.
Kajii blieb nach Abschluss seines Studiums zunächst in den USA und übernahm die Stelle eine Assistant Professors an der University of Pennsylvania. 1996 kehrte er als Associate Professor an der Universität Tsukuba nach Japan zurück, ehe er 2002 einem Ruf der Universität Osaka als ordentlicher Professor folgte. Bereits ein Jahr später folgte er einem Ruf der Universität Kyōto. Zudem visitierte er unter anderem als Research Associate an der Université catholique de Louvain sowie an der Singapore Management University. Seit 2013 ist er Chefredaktor des Journal of Mathematical Economics.
Kajii wurde für seine Arbeit mehrfach ausgezeichnet. Unter anderem erhielt er 2008 den Nakahara Prize, seit 2012 ist er Fellow der Econometric Society.
Kajii setzt sich in seiner Arbeit mit verschiedenen Aspekten der Mikroökonomie auseinander, dabei gilt sein Augenmerk unter anderem Fragestellungen der Spieltheorie, der Informationsökonomik und Entscheidung unter Unsicherheit.